# 8a Mostra Internacional de Cinema de Venècia (1940)
La "8a" (buit) Mostra Internacional de Cinema de Venècia es va celebrar entre l'1 i el 8 de setembre de 1940, menys de tres mesos després que Itàlia entrés a la Segona Guerra Mundial com a aliat d'Alemanya. Juntament amb els anys 1941 i 1942 es considera "buit, com si no passés". Els esdeveniments es van celebrar a llocs molt allunyats del Lido, participaren molt pocs països a causa de la Segona Guerra Mundial i amb directors que eren membres de l'eix Roma-Berlín. De fet, el festival va perdre la seva denominació "internacional" aquest any, ja que es va reduir el nombre de nacions participants a només tres: Itàlia, Alemanya i, en un paper de disputa, Hongria. Es va convertir, per tant, en la "Manifestazione cinematografica italo-tedesca", per reflectir el seu caràcter italo-alemany. Cada país mostrava set llargmetratges, mentre que Hongria en tenia tres. A més, una forta intromissió política feixista del govern feixista italià sota Benito Mussolini havia provocat que Itàlia experimentés un període de depressió cultural oprimida per la propaganda feixista.

## Jurat
Encara que el festival era competitiu va tenir lloc sense jurat oficial. Els premis foren donats pel president del festival d'acord amb la decisió dels delegats cinematogràfics italià i alemany.

## En Competició
| Títol original         | Director(s)      | País de producció |
| ---------------------- | ---------------- | ----------------- |
| Muz z neznáma          | Martin Frič      | Bohèmia           |
| Opernball              | Géza von Bolváry | Alemanya Nazi     |
| Der Postmeister        | Gustav Ucicky    | Alemanya Nazi     |
| Mutterliebe            | Gustav Ucicky    | Alemanya Nazi     |
| 'Jud Süß               | Veit Harlan      | Alemanya Nazi     |
| Befreite Hände         | Hans Schweikart  | Alemanya Nazi     |
| Trenck, der Pandur     | Herbert Selpin   | Alemanya Nazi     |
| L'assedio dell'Alcazar | Augusto Genina   | Regne d'Itàlia    |
| Oltre l'amore          | Carmine Gallone  | Regne d'Itàlia    |
| La peccatrice          | Amleto Palermi   | Regne d'Itàlia    |

## Premis
- Copa Mussolini
  - Millor pel·lícula estrangera - Der Postmeister (Gustav Ucicky)
  - Millor pel·lícula italiana - L'assedio dell'Alcazar (Augusto Genina)
- Copa Volpi
  - Millor Actor - No atorgada
  - Millor Actriu - No atorgada